# Cimetière de Vatiala
Le cimetière de Vatiala est un cimetière situé à Kangasala en Finlande.

## Le cimetière
Le cimetière, appartenant aux paroisses de Tampere, est situé à cinq kilomètres à l'ouest de l'église de Kangasala, à l'intersection de la nouvelle et de l'ancienne route nationale 12, dans la municipalité de Kangasala.
Le cimetière est créé en 1960 et couvre une superficie de 25 hectares, dont 1,5 hectare de cimetière forestier.

## Chapelle funéraire
La chapelle funéraire, conçue par l'architecte Viljo Revell et achevée en 1960, est l’un des monuments de l’architecture finlandaise moderne de renommée internationale,
L'édifice, construit en béton armé, bronze et en bois de pin brut est en forme de  parabole.
Le bâtiment  abrite en fait deux chapelles, la grande pouvant accueilir 120 personnes et la petite 60 personnes.

## Galerie

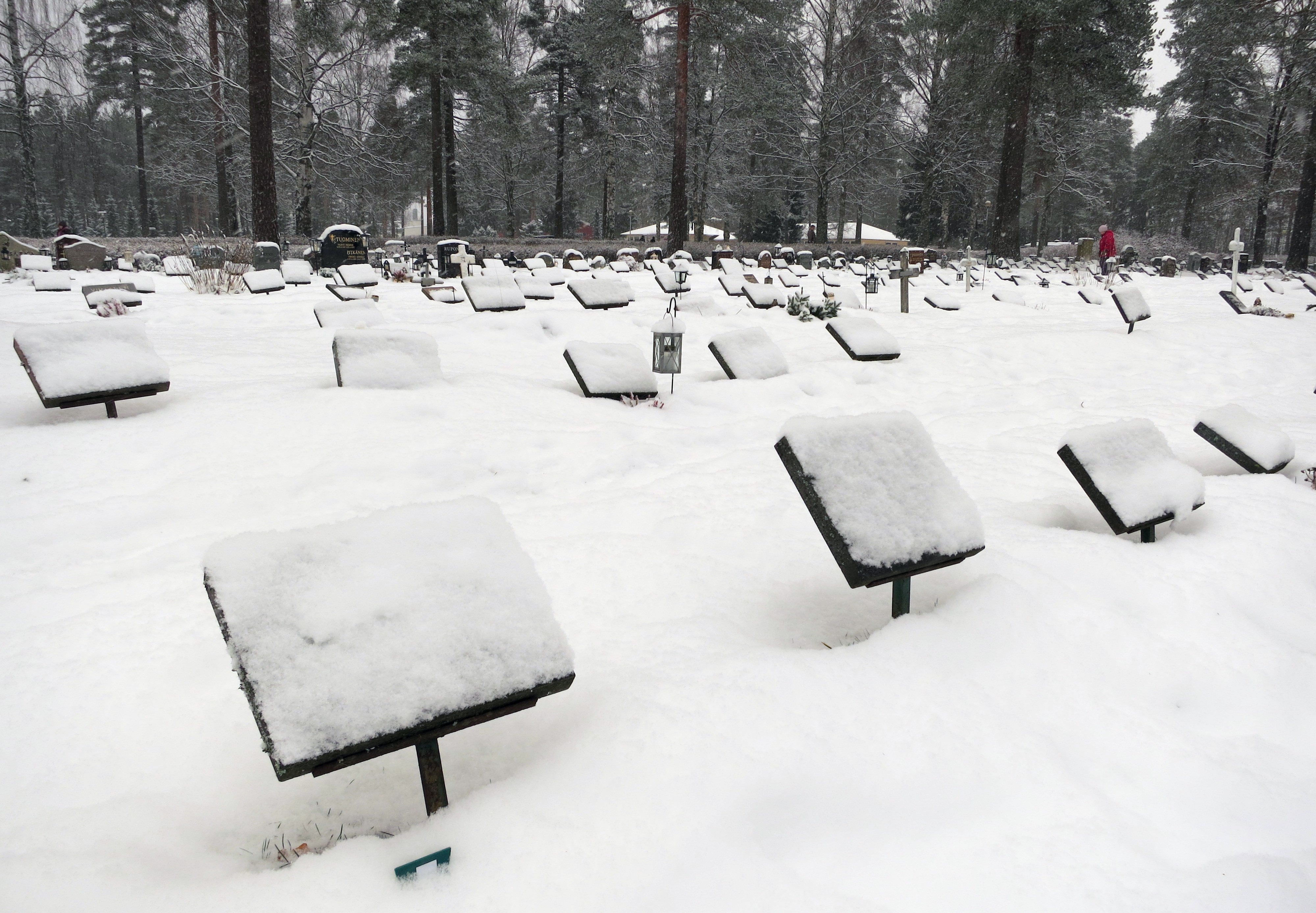
Tombes sous la neige.
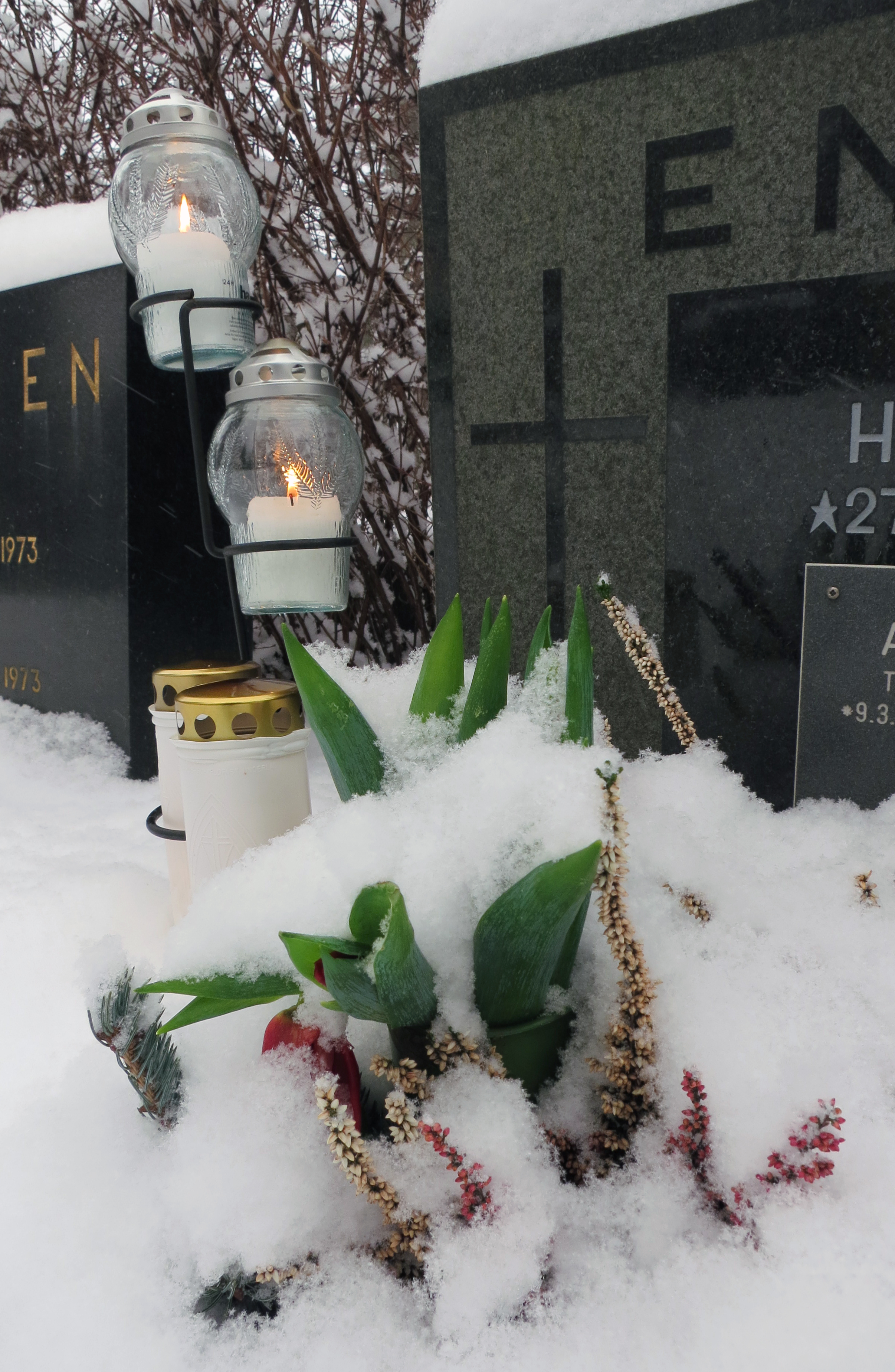
Tombes sous la neige.